# Re:BIRTH
『Re:BIRTH -The Lunatic Taker-』（リバース ザ・ルナティック テイカー）は、原作：林達永、作画：李秀顯による日本の漫画作品。『コミックアライブ』（メディアファクトリー）にて、2009年7月号から2011年12月号まで連載された。

## 概要
2人の姉弟が、突如命を懸けた闘いに巻き込まれるダークファンタジー。生き残るために敵から命を奪う事にためらい、苦悩する弟と、猟奇性があり、闘いの中に快楽を求める姉の双方の視点から描かれている。

## あらすじ
平凡な男子高校生・橘怜治は、義姉の綾香と2人暮らし。世間では、必ず自殺をする原因不明の現象「感染自殺（キエルケゴール）」が都市伝説として語られていた。ある日の下校途中、怜治は2対のブレスレッドを拾った瞬間から、命を懸けたデス・ゲームに巻き込まれていく…。

## 登場人物

### 主要人物
橘 怜治（たちばな れいじ）
本作の主人公。高校1年生。ごく普通の少年で、生徒会役員をしている。両親は日本国外に転勤、義姉の綾香と2人暮らしをしている。
天使に魂を喰われ、魔導器を拾った直後にひったくりに胸を刺され、死ぬ直前に魔導器との契約で「テイカー」になった。魔導器は2つのブレスレッド「タウロス」で、二刀の短刀に変化するが、綾香もテイカーになってからは一刀ずつ所持している。
穏和な性格で、テイカー同士の殺し合いは好まず、生死をかけた闘いに苦悩している。
橘 綾香（たちばな あやか）
本作のヒロイン。怜治の義姉。高校3年生。眼鏡をかけているが、そんなに視力は悪くない。5歳の頃、橘家に引き取られた。学校では大抵は寝てばかりだが、成績は学年主席を誇る。怜治を誰よりも愛しており、彼の事になると時々猟奇性が出る。中学の頃に体操部に所属しており、運動能力と反射神経に長けているが、一郎は戦闘慣れした動きに疑問視している。背中に大きな傷跡がある。
怜治と望との戦闘中に、怜治を守るためにタウロスを使って自殺をする形でテイカーになる。分析・状況把握に優れ、闘いになると猟奇的な性格が一層表に出る。
怜治のブレスレッド「タウロス」を1つ付け、闘いの時には短刀に変化させて闘う。テイカー・クラスは最初から「サイコパス」で、最強クラスの中のひとつと言われている。
二階堂 欄（にかいどう らん）
普段からロングスカートのセーラー服で行動しているテイカーの少女。テイカー・クラスは、「サイコパス」。少しどもった口調をするが、綾香と同等の猟奇性を持ち、闘いの際は「狩る楽しみを得る」という理由で圧倒的な戦闘力で躊躇なく狩る反面、初心者は狩っても面白くないからと狩らない事にしている。綾香が帽子の男に陵辱されそうになる所を気紛れで助けた形で出会い、それ以来綾香と幾多も闘う運命となる。石神が経営する『ライフINC.』と敵対している。
魔導器は十字架のネックレスで、鉈に変化する。
日之出 夏日（ひので なつひ）
橘姉弟の幼馴染の少女。15歳。いつもヘッドフォンを付けて音楽を聴いている。人気漫画家・小野寺連夜として活動している。6年前にアメリカに引越して生活していたが、日本で仕事をしてほしいと出版社から提案されたのをきっかけに、親の反対を押し切って日本に帰って来て、都合の良い場所が見つかるまで橘家に居候した。綾香には何かと挑発的で、怜治を度々誘惑している。アメリカで、ボクシングを習得している。

### その他
橘 晴香（たちばな はるか）
怜治の実母で、綾香を橘家に引き取った。綾香の素性を知っている人間で、初めて怜治を綾香に会わせた時に言った台詞が、現在までの綾香に平静を保たせている。現在夫と共に日本国外に出かけている。
牧原 望（まきはら のぞみ）
怜治のクラスメイトでテイカー。初心者狩りで怜治を狩ろうとしたが、テイカーになった綾香の攻撃に負傷、彼女の猟奇的な気配に危うさを感じ撤退したものの、結局潤に狩られた。魔導器は指輪で、巨大なカッターナイフに変化する。
怜治に魔導器を拾わない様に忠告した点から、怜治とはできれば闘いたくなかったと思われ、彼の事はそれなりに気にかけていた模様。
御崎 一郎（みさき いちろう）
眼鏡をかけた優男風だが、熟練のテイカーで、身体能力に長けている。同じテイカーで恋人だった静羅がいつも言っていた「助け合う」という意思を継ぐべく、テイカー同士の争いは好まず、天使のみを狩っている。怜治と綾香の前に現れ、「天使を狩るため」のパーティーを組み、テイカーのルールなどを教えた。レイピア型の武器を使用する。職業は弁護士で、地域の住民達からはとても信頼されている。
中型天使との戦闘の際に致命傷を負い、ライフポイントを大幅に奪われ、次の狭間の刻までのライフポイントが足りず、死への恐怖から怜治達を襲おうとしたが、静羅の言葉を思い出し思い留まるも、その直後にライフポイントが0になり、怜治達の目の前で灰となって消滅した。
静羅（せいら）
一郎の恋人でテイカー。故人。テイカー同士が殺し合わず、助け合う事こそこのゲームの本質だと御崎に話した。天使にやられて死ぬ間際まで「人間」として生き、その意思は一郎へ、そして怜治へと受け継がれた。
石神 劉祐（いしがみ りゅうすけ）
飲料水メーカー株式会社『ライフINC.』の社長。裏で、テイカー達を集めて協力関係の元、天使を討伐してライフを共有するギルドを運営している。潤と敵対している。
帽子の男
テイカーの一人で、初心者狩りで綾香のブレスレッドを左手首ごと切り落とし、綾香を陵辱しようとしたが、潤の奇襲により狩られた。鋏型の武器を使用する。

## 用語
感染自殺（キエルケゴール）
巷で噂になっている都市伝説の1つで、ある日突然人が大量に自殺をする事から付けられた現象。その正体は「狭間の刻」で天使に魂を喰われ、魔導器との契約を拒否した者が自殺衝動に駆られるものである。
テイカー
魔導器と契約し、新たに命を持った「生き返（リバース）されし者」。テイカーとなった者は身体能力に優れ、四肢を切断されても繋げる事ができるが、胸元に「命の数字（ライフポイント）」が現れ、この数字が0になると灰になって消える。数字を増やすには、所持している魔導器でテイカーと闘い、相手から命の数字を奪い取るか、天使を狩るしかない。数字がある一定にまで増えれば、新たな能力（スキル）を得る事ができる。インターネットにはテイカーしか入れない「TAKER NET」なるサイトが存在し、テイカーの情報を詳細まで観る事ができる。なお、テイカーになった者は、ユニーク・スキルが「自然回復」しかなく、他のテイカーに「初心者狩り」として真っ先に狩られる危険性がある。尚、テイカーには、ランクがあり、中でも「サイコパス」は最強ランクの1つである。
スキル
ライフポイントが一定ポイントになると得られる特殊能力で、主に「ライフ・スキル」と「ユニーク・スキル」と「その他のスキル」の3つに分けられる。ライフ・スキルはライフポイントの変動に比例して使用できるスキルも制限されるが、ユニーク・スキルはテイカー毎に異なり、一度得たら決して消えない。
ライフ・スキル
低レベル探索
ライフの多い者が、一定距離内に存在するライフの少ない者を探知する事ができる。主に初心者狩りで使用される。
隠遁
他のテイカーに探知されなくなる。
念力
物質を思念で動かすことができる。
加速
身体速度を上げる。
ユニーク・スキル
自然回復
殆どのテイカーが最初から持っているスキルで、傷が急速に回復する。しかし天使から負った傷には効き目がない。
瞬間移動
身体を瞬時に移動させる事ができる。しかし心臓にかなり負担をかけるため、頻繁に使用する事ができない。主な使用者は一郎。
魔導器
狭間の刻で天使に魂を喰われた者の前に必ず一度現れ、死ぬ間際に生死の選択をさせる。「生」を選んだ場合、その者をティカーにし、魔導器もその者の武器として使役する。所持するテイカーの感情を糧とし、殺意があればある程力が増幅される。
天使
「狭間の刻」にだけ現世に現れる存在で、現世に現れては魂を喰らう。魂を喰われた人間は自殺衝動に駆られ、死ぬ運命になる。狭間の刻を自由に動き、魔導器を所持するテイカーでしか狩れない。
普段は女性の姿をしているが、臨戦態勢になると攻撃的な形態へ変化する。普段は自分に危害がなければ、周りにどんな事が起きても無関心だが、自分の身に危険が訪れると、好戦的な性格になる。天使も小型・中型と様々なクラスがある。
狭間の刻（はざまのとき）
15日に一度の十五夜の満月、普通の人間には全く感知できない「時間と時間の間」に存在する特殊な時間で、天使が現世で活動する時間と同時にテイカーのみが認知・活動できる。
狭間の刻の間は全ての時間が止まり、その時間内に破壊された物質は狭間の刻が終わると同時に元に戻るが、その時に死んだ人間は何らかの形で死亡する。

## 単行本
MFアライブコミックスで、全7巻が発売されている。
1. 2009年11月30日初版 ISBN 978-4-8401-2944-2
2. 2010年2月28日初版 ISBN 978-4-8401-2986-2
3. 2010年8月31日初版 ISBN 978-4-8401-3361-6
4. 2010年10月31日初版 ISBN 978-4-8401-3389-0
5. 2011年2月23日初版 ISBN 978-4-8401-3756-0
6. 2011年6月23日初版 ISBN 978-4-8401-4004-1
7. 2011年12月22日初版 ISBN 978-4-8401-4077-5